# Medicinska fakulteta v Würzburgu
Medicinska fakulteta v Würzburgu (nemško Medizinische Fakultät) je fakulteta, ki deluje v okviru Univerze v Würzburgu in je bila ustanovljena leta 1582.